# Routes de Serbie

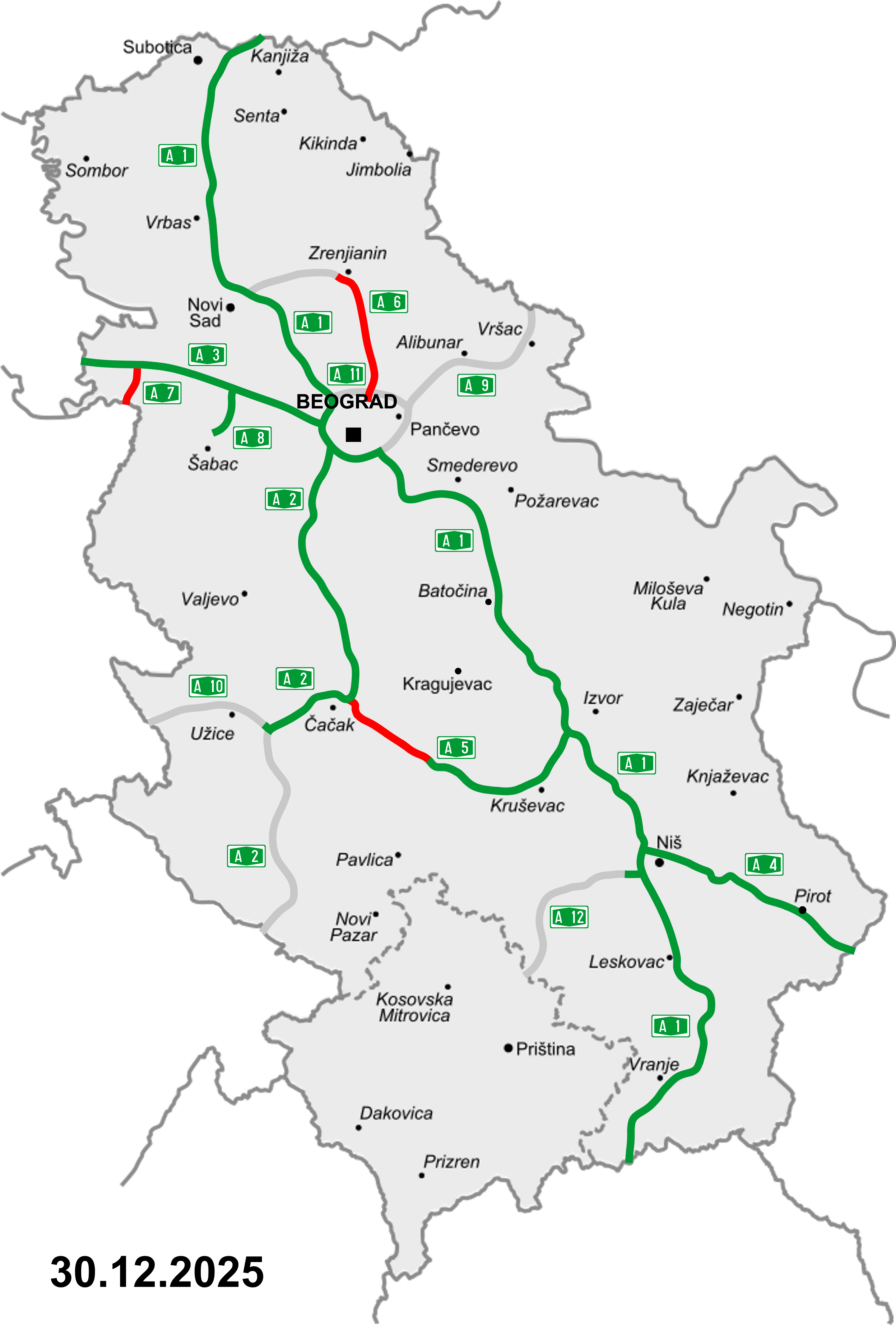
Les autoroutes de Serbie
Existantes
En construction
En projet

Panneau de limitations de vitesse à l'entrée de la Serbie (130 km/h sur autoroute depuis le 1er juin 2018)

Les routes de Serbie (en serbe cyrillique : Путеви Србије ; en serbe latin : Putevi Srbije) constituent l'épine dorsale des transports en Serbie. Le réseau est constitué de 40 845 km de routes, dont 5 525 km de routes nationales de « catégorie I » (Routes Magistrales), 11 540 km de routes nationales de « catégorie II » (Routes Régionales), 23 780 km de routes locales et 963 km d'autoroutes (voies rapides incluses) (1 200 km en projet). Le réseau routier est géré par l'entreprise publique "Putevi Srbije".

## Autoroutes

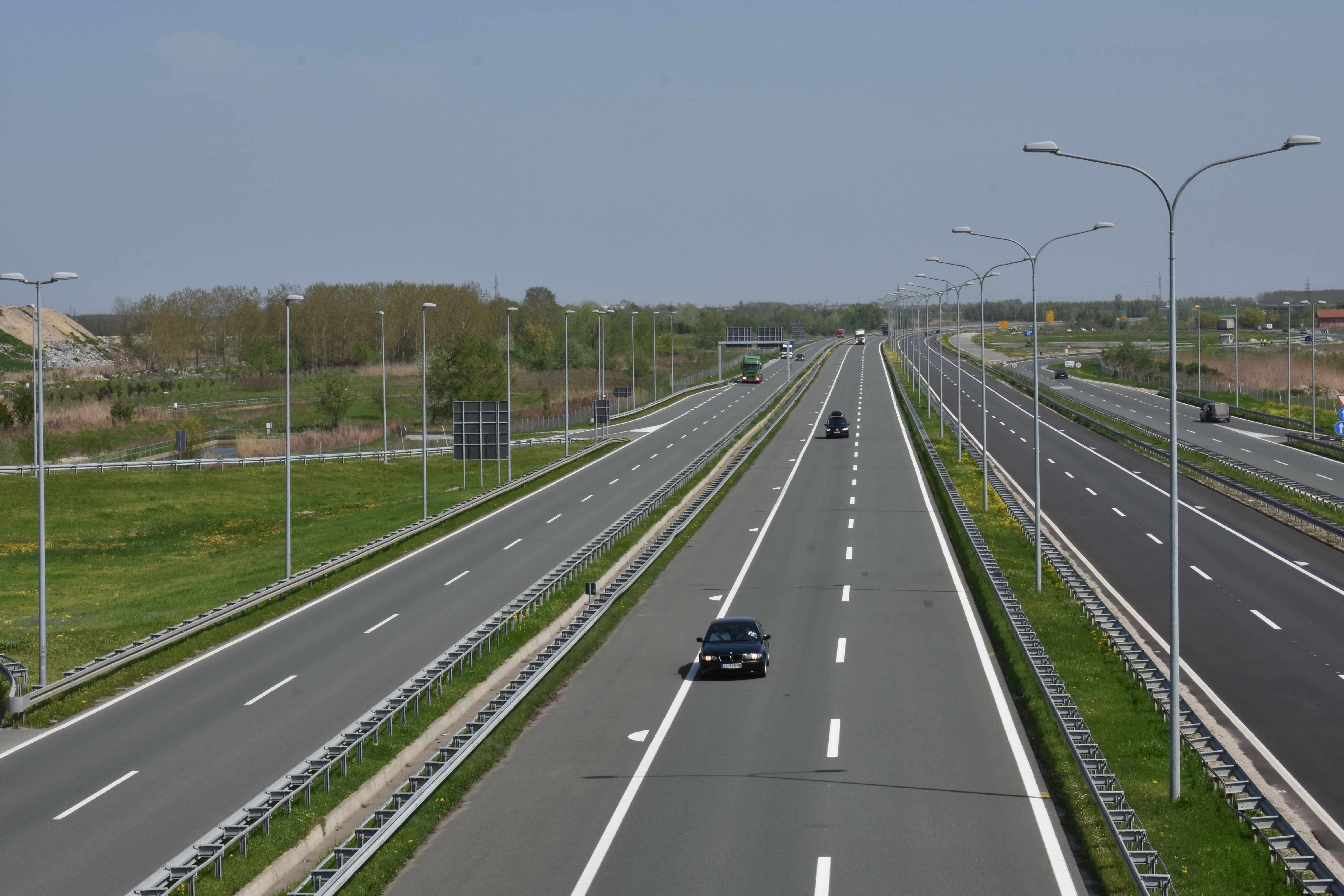
L’autoroute A1 (E75).

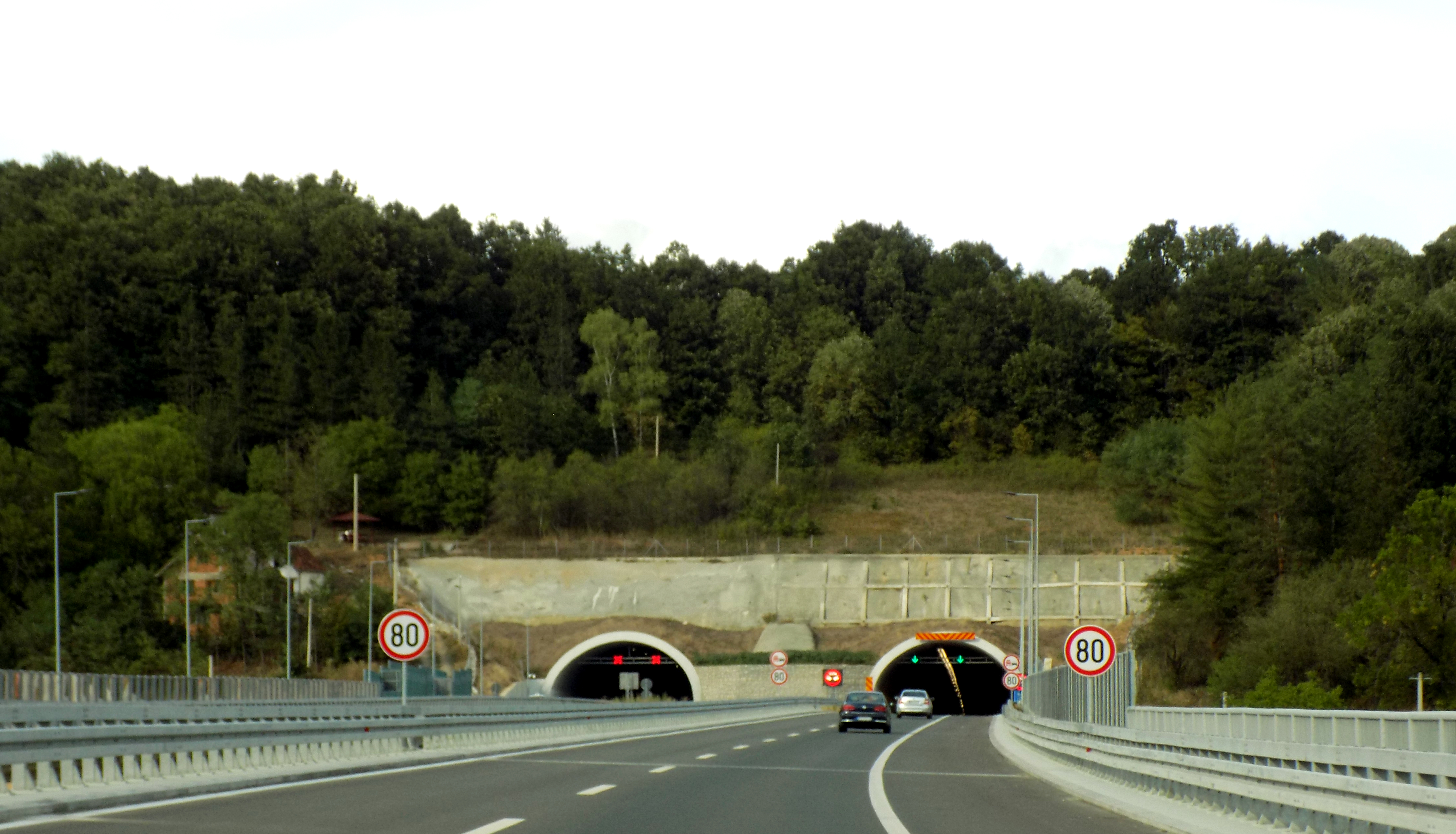
L'autoroute A2 (E763) (Tunnel Savinac).

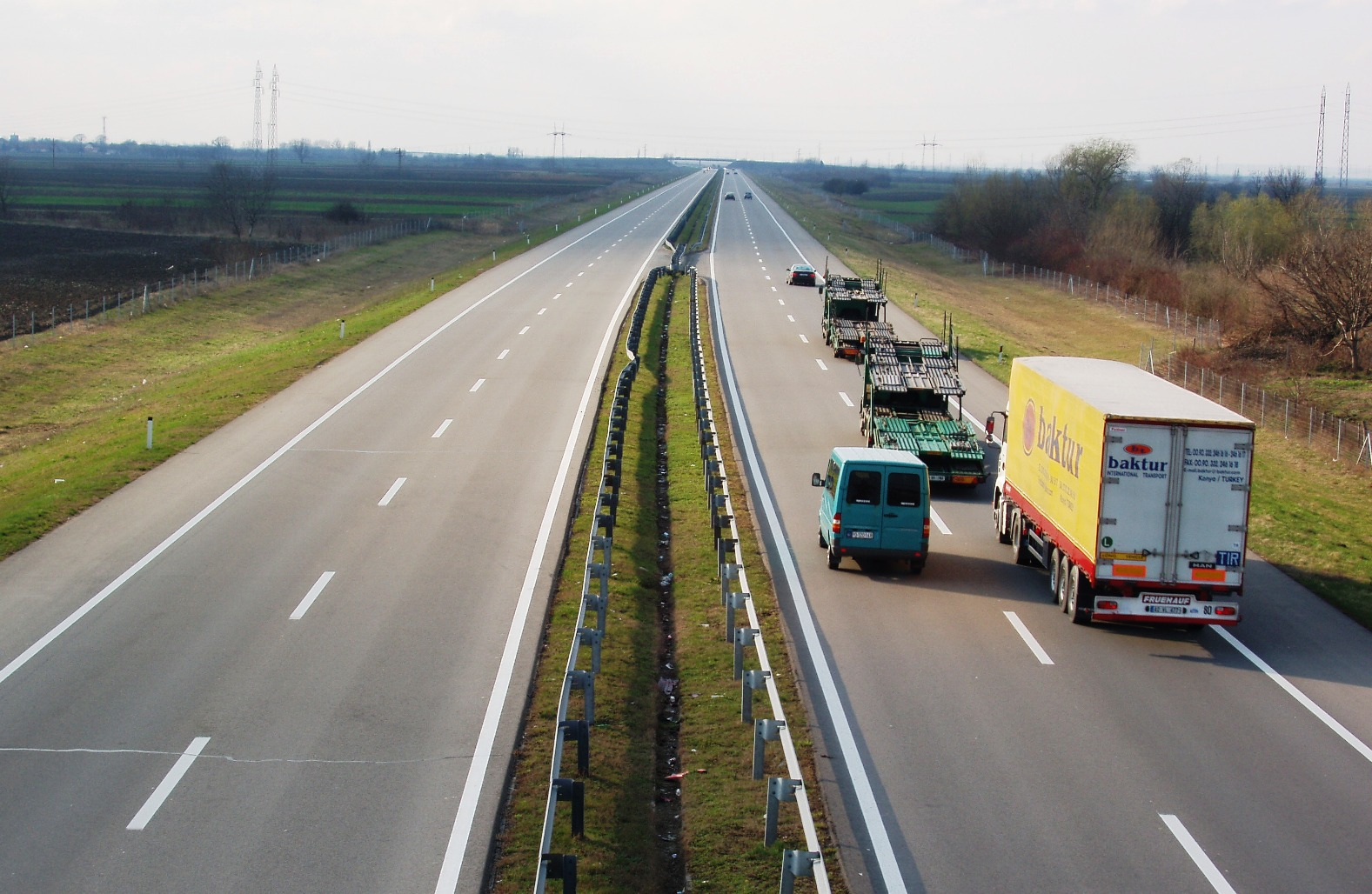
L'autoroute A3 (E70).

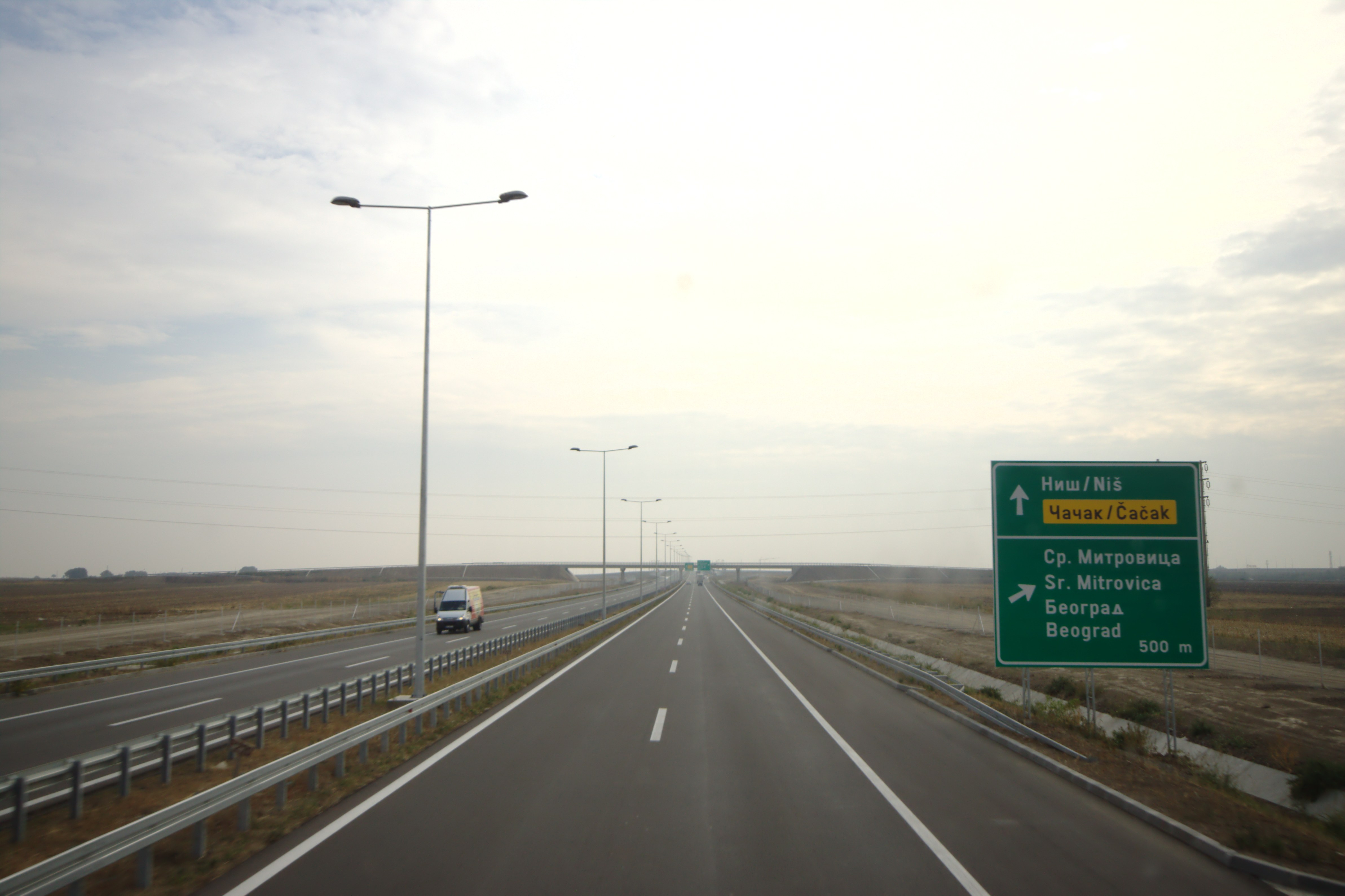
Le Périphérique de Belgrade près de l'échangeur autoroutier (23) Belgrade (A1 A3) (Autoroute A1, E75).

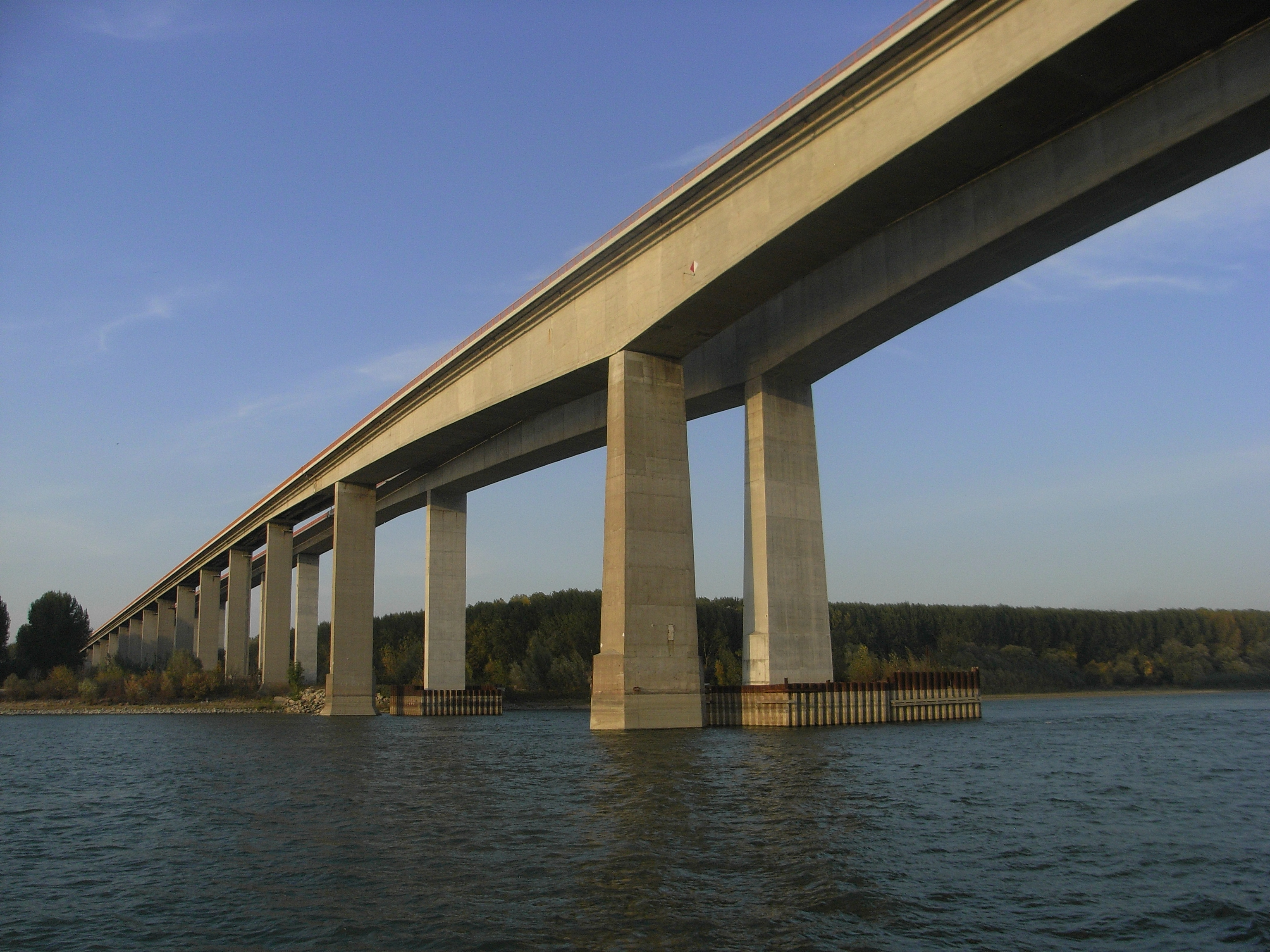
Le pont de Beška (Autoroute A1, E75).

Les autoroutes (en serbe : Ауто-путеви et Auto-putevi) sont numérotées à l'aide de la lettre A (A1, A2, A3, A4, A5 et A8) dont ce système de numérotation a été introduit en Serbie en 2013 ; en revanche, elles sont le plus souvent désignées par autoroute entre 2 villes (par exemple l'autoroute A1 entre Belgrade et Niš est désignée "autoroute Belgrade-Niš") ou bien par la numérotation européenne avec l'aide de la lettre E (E70, E75, E80, E761 et E763).
En Serbie, il y a près de 960 km kilomètres de voies autoroutières (1 200 km en projet).
Les portions d'autoroutes suivantes sont actuellement en service et en construction :
- - Autoroute A1 - E75 - Corridor paneuropéen X Nord / Sud - Périphérique de Belgrade :  Hongrie - Horgoš - Subotica (Rocade de Subotica) - Vrbas - Novi Sad - Beška - Batajnica - Zemun - Belgrade (E70) (Périphérique de Belgrade) - Surčin (E763) (Périphérique de Belgrade) - Bubanj Potok (Périphérique de Belgrade) - Smederevo - Jagodina - Paraćin (E761) - Pojate (E761) - Aleksinac - Trupale (Е80) - Niš - Merošina (E80) - Leskovac - Vladičin Han - Vranje - Bujanovac - Preševo -  Macédoine du Nord.
- - Autoroute A2 (en construction) - E763 -  "Le Corridor XI" (en serbe : "Koridor 11"), Autoroute "Adriatique méridionale" (en serbe : "Auto-put Južni Jadran"), Autoroute "Miloš Ier Obrenović (Miloš le Grand)" (en serbe : "Auto-put Miloš Veliki") : Belgrade - Surčin (E75) (Périphérique de Belgrade) - Obrenovac - Ub - Gornji Milanovac - Preljina (E761) - Čačak - Požega (E761) - Boljare -  Monténégro.
- - Autoroute A3 - E70 - Corridor paneuropéen X Ouest - "Autoroute vers Zagreb" (en serbe : "Auto-put za Zagreb") :  Croatie - Batrovci - Sremska Mitrovica - Dobanovci - Belgrade (Е75) (Périphérique de Belgrade).
- - Autoroute A4 - E80 - Corridor paneuropéen X Est : Trupale (Е75) - Niš - Malča (E771) (Niška Banja) - Bela Palanka - Pirot - Dimitrovgrad - Gradinje -  Bulgarie.
- - Autoroute A5 (en construction) - E761 - "Le Corridor de la Morava" (en serbe : "Moravski koridor") : Pojate (Е75) - Ćićevac - Stalać - Kruševac - Trstenik - Vrnjačka Banja - Kraljevo - Čačak - Preljina (Е763).
- - Autoroute A8 - Autoroute "Ruma-Šabac" (en serbe : "Auto-put Ruma-Šabac") : Ruma (Е70) - Šabac.

## Voies Rapides

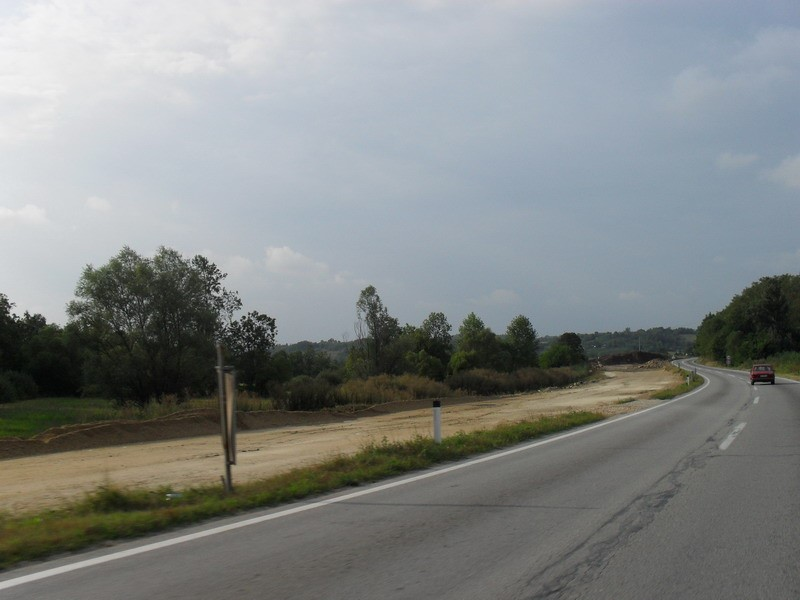
La Voie rapide 24 en construction près de Batočina (août 2008).

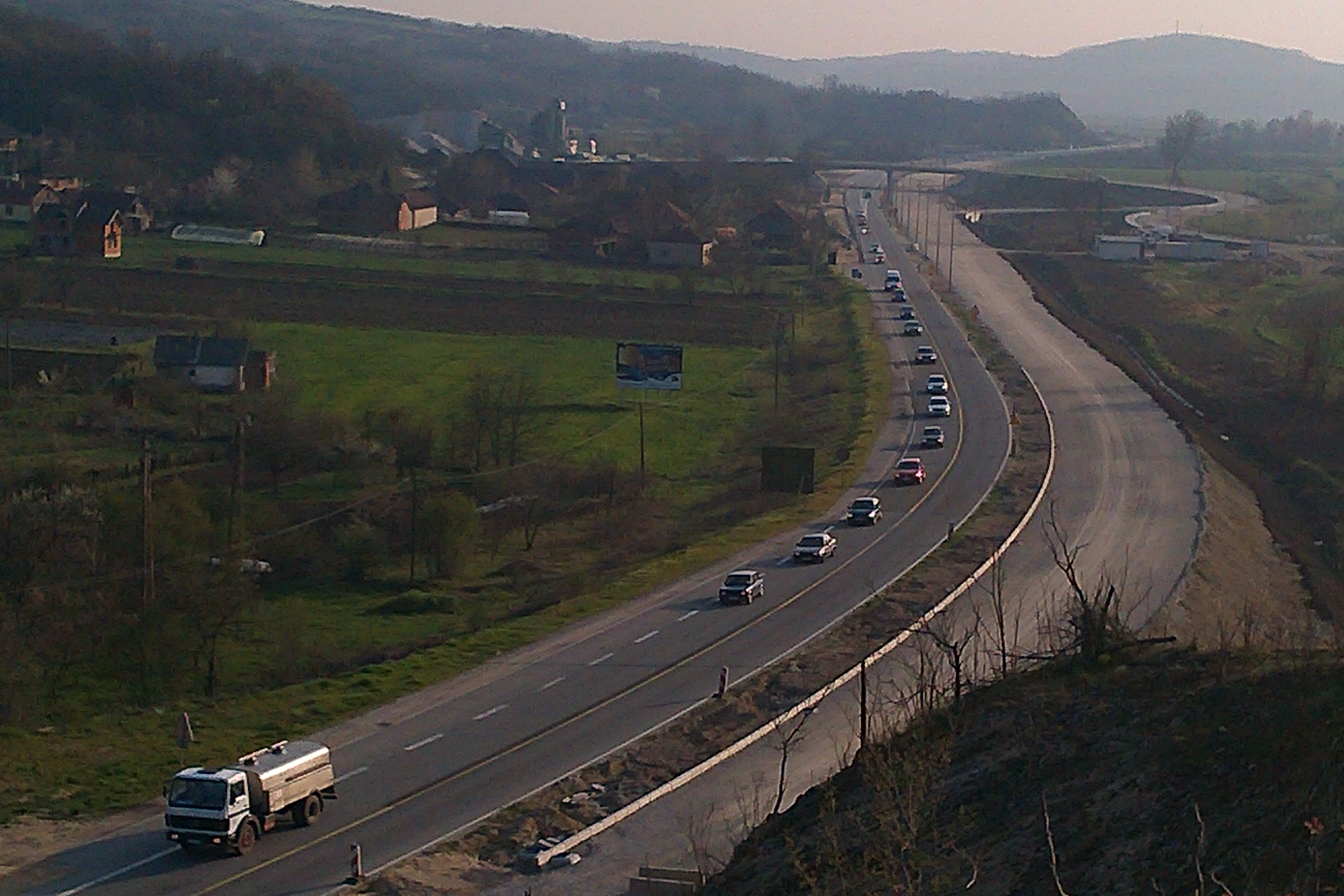
La Voie Rapide 24 en construction prévue en 2 x 2 voies près de la Gradac (mars 2014).

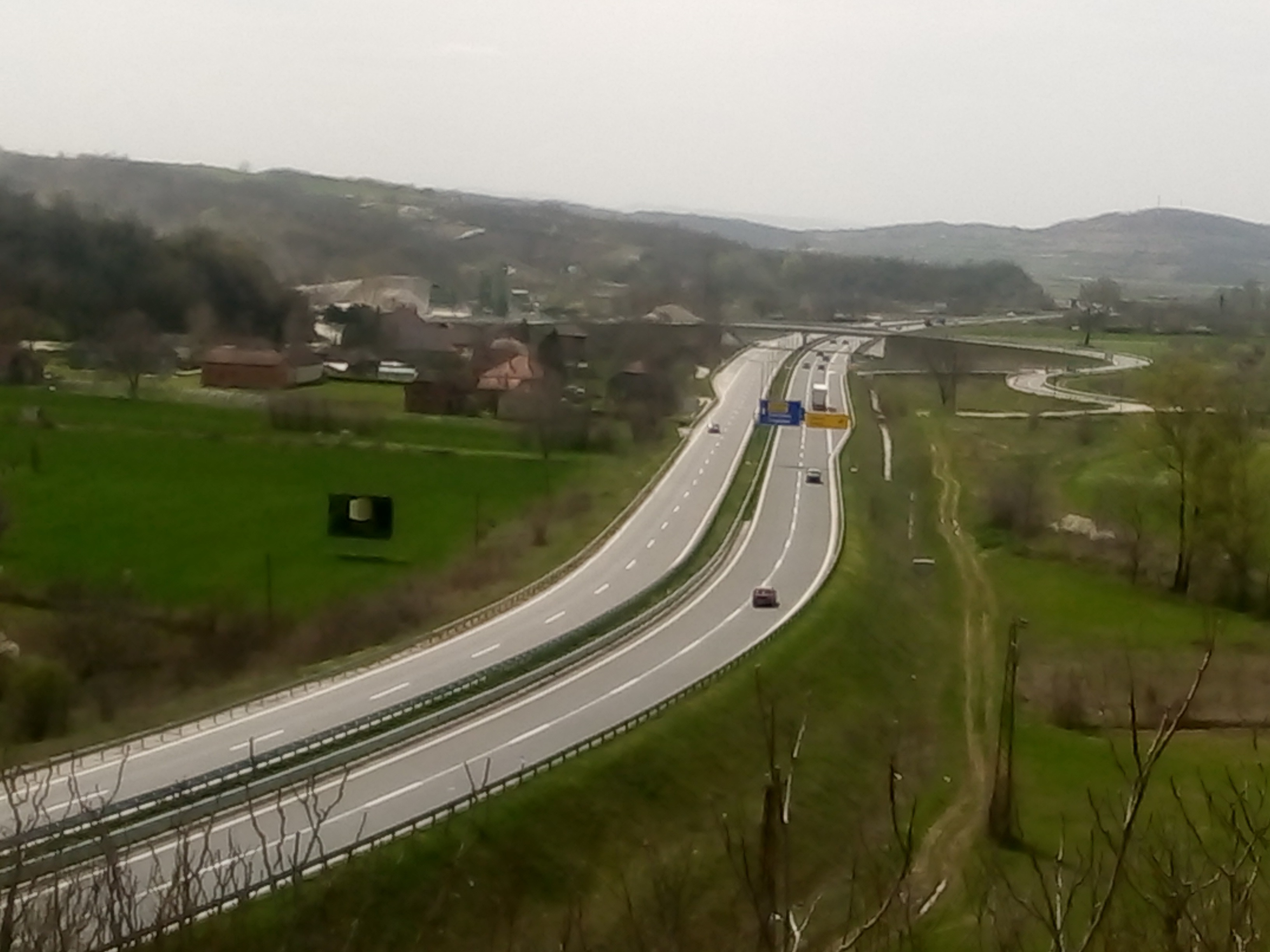
La Voie Rapide 24 avec 2 x 2 voies près de la Gradac (avril 2018).

Les voies rapides (en serbe : Брзи-путеви et Brzi-putevi) sont numérotées à l'aide du numéro de la Voie rapide (11, 21, 24 et 26).
Les portions de voies rapides suivantes sont actuellement en service et en construction :
- - Voie Rapide 11 - Rocade de Subotica (en serbe : "Obilaznica oko Subotice") - "Y-krak" :  Hongrie - Kelebija - Autoroute A1 ( Subotica-Sud).
- - Voie Rapide 21 (en construction) - Le "Corridor de Fruška Gora" (en serbe : Fruškogorski koridor) : Autoroute A1 ( Novi Sad-Sud) - Petrovaradin - Irig - Autoroute A8 (Ruma) .
- - Voie Rapide 24 (en construction) - "Autoroute vers Kragujevac", "Voie Rapide vers Kragujevac" : Autoroute A1 ( Batočina) - Kragujevac.
- 26  - Voie Rapide 26 - La "Route Magistrale de la Save" (en serbe : Savska Magistrala) : Autoroute A8 (Šabac) - Loznica.

## Routes Magistrales (Routes Nationales)
Les Routes Magistrales (Routes Nationales de « catégorie I ») en Serbie (en serbe : Магистрале, Magistrale) :
- - Route Magistrale 10 - E70 : M13 / M47 (Krnjača, Belgrade) - Pančevo - Alibunar - Vršac - Vatin -  Roumanie.
- - Route Magistrale 11  - (Rocade de Subotica, en serbe : Obilaznica oko Subotice) - "Y-krak" :  Hongrie - Kelebija - Autoroute A1 ( Subotica-Sud) (Voie Rapide * sur toute la longueur).
- - Route Magistrale 12 - E662 : Subotica - Sombor - Odžaci - Bač - Bačka Palanka - Novi Sad - Zrenjanin - Žitište - Nova Crkva - Srpska Crnja -  Roumanie.
- - Route Magistrale 13 (Route de Zrenjanin, en serbe : Zrenjaninski put) : M10 / M47 (Krnjača, Belgrade) - Zrenjanin - Kikinda - Čoka - Novi Kneževac - Kanjiža - Autoroute A1 ( Horgoš).
- - Route Magistrale 14 : Pančevo - Kovin - M33 (Mala Krsna).
- - Route Magistrale 15 - E662 :  Hongrie - Bački Breg - Sombor - Kula - Vrbas - Srbobran - Bečej - Novi Bečej - Kikinda - Nakovo -  Roumanie.
- - Route Magistrale 16 - E662 :  Croatie - Bezdan - M15 (Bezdan).
- - Route Magistrale 17 :  Croatie - Bogojevo - M12 (Srpski Miletić).
- - Route Magistrale 18 : M12 (Zrenjanin) - Sečanj - Plandište - Vršac - Bela Crkva - Kaluđerovo -  Roumanie.
- - Route Magistrale 19 : M12 (Bačka Palanka) - Kuzmin - Sremska Rača -  Bosnie-Herzégovine.
- - Route Magistrale 20 : Autoroute A3 ( Sremska Mitrovica) - Bogatić - Badovinci -  Bosnie-Herzégovine.
- - Route Magistrale 21 : Autoroute A1 ( Novi Sad-Sud) - Petrovaradin - Irig - Ruma - Šabac - Koceljeva - Valjevo - Kosjerić - Požega - Arilje - Ivanjica - M29 (Sjenica) (Voie Rapide * en construction entre  Novi Sad-Sud et Autoroute A8 (Ruma)).
- - Route Magistrale 22 - E65 - E80 - (Route Magistrale de l'Ibar, en serbe : Ibarska Magistrala) : Autoroute A1 ( Orlovača) (Périphérique de Belgrade) (Belgrade) - Ljig - Gornji Milanovac - Kraljevo - Raška - Novi Pazar - Mehov Krš -  Monténégro.
- - Route Magistrale 23 - E761 - E763 : R158 (Pojate) - Ćićevac - Kruševac - Trstenik - Kraljevo - Čačak - Požega - Užice - Čajetina - Nova Varoš - Prijepolje - Gostun -  Monténégro.
- - Route Magistrale 24 : Autoroute A1 ( Batočina) - Kragujevac - M23 (Kraljevo) (Voie Rapide * entre  Batočina et Kragujevac).
- - Route Magistrale 25 : Autoroute A1 ( Mali Požarevac) - Mladenovac - Topola - M24 (Kragujevac).
- - Route Magistrale 26 - (Route Magistrale de la Save, en serbe : Savska Magistrala) : Autoroute A1 ( Ostružnica) (Périphérique de Belgrade) (Belgrade) - Obrenovac - Šabac - Loznica - Mali Zvornik -  Bosnie-Herzégovine (Voie Rapide  26 * en construction entre Autoroute A8 (Šabac) - Loznica).
- - Route Magistrale 27 :  Bosnie-Herzégovine - Loznica - Osečina - Valjevo - Lajkovac - Lazarevac - Aranđelovac - Topola - Rača - R160 (Svilajnac).
- - Route Magistrale 28 - E761 :  Bosnie-Herzégovine - Mali Zvornik - Ljubovija - Užice - Kotroman -  Bosnie-Herzégovine.
- - Route Magistrale 29 - E763 :  Monténégro - Jabuka - Prijepolje - Nova Varoš - Sjenica - M22 (Banja (Novi Pazar)).
- - Route Magistrale 30 : M21 (Ivanjica) - M22 (Ušće).
- - Route Magistrale 31 : M22 (Raška) - Kosovo-et-Métochie.
- - Route Magistrale 32 - E65 - E80 : M22 (Ribariće) - Kosovo-et-Métochie.
- - Route Magistrale 33 : Autoroute A1 ( Požarevac) - Kučevo - Majdanpek - Negotin - Mokranje -  Bulgarie.
- - Route Magistrale 34 - (Route Magistrale de Đerdap, en serbe : Đerdapska Magistrala) : M33 (Požarevac) - Veliko Gradište - Golubac - Đerdap -  Roumanie.
- - Route Magistrale 35 - E771 - E80 :  Roumanie - Đerdap - Kladovo - Negotin - Zaječar - Knjaževac - Svrljig - Niš - Merošina - Prokuplje - Kuršumlija - Kosovo-et-Métochie.
- - Route Magistrale 36 - E761 : Autoroute A1 ( Paraćin) - Boljevac - Zaječar - Vrška Čuka -  Bulgarie.
- - Route Magistrale 37 : M36 (Selište) - Bor - M35 (Zaječar).
- - Route Magistrale 38 : M23 (Makrešane) - Blace - M35 (Beloljin).
- - Route Magistrale 39 : R259 (Pirot) - Babušnica - Vlasotince - Leskovac - Lebane - Medveđa - Kosovo-et-Métochie.
- - Route Magistrale 40 :  R258 (Vladičin Han) - Surdulica - Strezimirovci -  Bulgarie.
- - Route Magistrale 41 : Autoroute A1 ( Bujanovac-Sud) - Bujanovac - Kosovo-et-Métochie.
- - Route Magistrale 42 : Autoroute A1 ( Čukarka) - Preševo - Kosovo-et-Métochie.
- - Route Magistrale 46 : M24 (Ravni Gaj) - Knić - M22 (Mrčajevci).
- - Route Magistrale 47 - E70 : (Bogoslovija, Belgrade) - M10 / M13 (Krnjača, Belgrade).

## Routes Régionales (équivalence aux routes départementales en France)
Les Routes Régionales (Routes Nationales de « catégorie II ») en Serbie (en serbe : Регионални пут, Regionalni put) :
- 100 - Route Régionale 100 :  Hongrie - Subotica - Bačka Topola - Mali Iđoš - Srbobran - Novi Sad - Petrovaradin - Sremski Karlovci - Inđija - Stara Pazova - Autoroute A1 ( Batajnica) (Périphérique de Belgrade).
- 101 - Route Régionale 101 :  Hongrie - R100 (Bački Vinogradi).
- 102 - Route Régionale 102 : M13 (Kanjiža) - Senta - Ada - Bečej - Temerin - R100 (Novi Sad).
- 103 - Route Régionale 103 :  Hongrie - M13 (Novi Knjaževac).
- 104 - Route Régionale 104 : R103 (Novi Knjaževac) - Kikinda -  Roumanie.
- 105 - Route Régionale 105 :  Hongrie - Bačka Topola - Senta - Čoka -  Roumanie.
- 106 - Route Régionale 106 : M15 (Kljajićevo) - R105 (Bački Sokolac).
- 107 - Route Régionale 107 : M12 - M15 (Sombor) - Apatin - M17 (Bogojevo).
- 108 - Route Régionale 108 : R105 (Bačka Topola) - Kula - Bačka Palanka -  Croatie.
- 109 - Route Régionale 109 : R100 (Bačka Topola) -  R102 (Bečej).
- 110 - Route Régionale 110 : R108 (Kula) - M12 (Odžaci).
- 111 - Route Régionale 111 : R110 (Sombor) - Bački Petrovac - M12 (Novi Sad).
- 112 - Route Régionale 112 : Bačko Novo Selo - Bač - Temerin - R114 (Žabalj).
- 113 - Route Régionale 113 : R100 (Feketić) - Vrbas - R111 (Rumenka).
- 114 - Route Régionale 114 : R102 (Bačko Gradište) - Žabalj - Autoroute A1 ( Kovilj).
- 115 - Route Régionale 115 : R100 (Srbobran) - R114 (Čurug).
- 116 - Route Régionale 116 : M15 (Novi Bečej) - M13 (Melenci).
- 117 - Route Régionale 117 : M15 (Novi Bečej) - M12 (Banatsko Karađorđevo).
- 118 - Route Régionale 118 : M12 (Žitište) - R104 (Srpski Itebej).
- 119 - Route Régionale 119 :  Croatie - Beočin - M21 (Sremska Kamenica).
- 120 - Route Régionale 120 :  Croatie - Šid - Sremska Mitrovica - Ruma - Pećinci - M26 (Obrenovac).
- 121 - Route Régionale 121 :  Croatie - Šid -  Bosnie-Herzégovine.
- 122 - Route Régionale 122 :  Croatie - M19 - R314 (Erdevik).
- 123 - Route Régionale 123 : R119 (Sviloš) - M20 (Sremska Mitrovica).
- 124 - Route Régionale 124 : M20 (Sremska Mitrovica) - M26 (Šabac).
- 125 - Route Régionale 125 : Autoroute A1 ( Maradik) - R100 (Maradik).
- 126 - Route Régionale 126 : M21 (Ruma) - Inđija - Stari Slankamen.
- 127 - Route Régionale 127 : R126 (Putinci) - Stara Pazova - Stari Banovci.
- 128 - Route Régionale 128 : R120 - R317 (Pećinci) - R127 (Golubinci).
- 129 - Route Régionale 129 : M12 (Kać) - Titel -  M13 (Perlez).
- 130 - Route Régionale 130 : M10 - E70 (Pančevo) - Kovačica - M13 (Ečka).
- 131 - Route Régionale 131 : M13 (Čenta) - Opovo - R130 (Jabuka).
- 132 - Route Régionale 132 : M18 (Plandište) - M10 - E70 (Alibunar).
- 133 - Route Régionale 133 : M10 - E70 (Uljma) - M18 (Straža).
- 134 - Route Régionale 134 : M14 (Kovin) - M18 (Bela Crkva).
- 135 - Route Régionale 135 : M20 - R321 (Badovinci) - M26 - R323 (Prnjavor).
- 136 - Route Régionale 136 : M26 (Majur) - Bogatić - M26 (Petlovača).
- 137 - Route Régionale 137 : M26 (Šabac) - Krupanj - M28 (Gračanica).
- 138 - Route Régionale 138 : M26 (Lipnički Šor) - R137 (Tekeriš).
- 139 - Route Régionale 139 : M27 (Krst, Tršić) - R137 (Krupanj).

...

## Ceintures Périphériques
- (  /  ) - Périphérique de Belgrade - Autoroute A1 - (Future) Autoroute A9 - E75 - E70.
- (  ) - Rocade de Subotica - Voie Rapide 11.

### Autres ceintures Périphériques
- Rocade de Aleksinac.
- (  ) - Rocade de Bačka Palanka.
- (  ) - Rocade de Bavanište.
- (  ) - Rocade de Čačak.
- (  /  ) - Rocade de Kragujevac.
- ( 177 ) - Rocade de Gornji Milanovac.
- Rocade de Kraljevo.
- Rocade de Kostolac.
- (  ) - Rocade de Kruševac.
- Rocade de Leskovac.
- (  /  ) - Rocade de Loznica.
- Rocade de Novi Pazar.
- (  /  ) - Rocade de Požarevac.
- (  / 120 ) - Rocade de Ruma.
- (  ) - Rocade de Sombor.
- (  / 160 ) - Rocade de Svilajnac.
- Rocade de Užice.
- (  ) - Rocade de Valjevo.
- (  ) - Rocade de Vranje.
- (  ) - Rocade de Vršac.
- (  /  ) - Rocade de Zrenjanin.

## Routes européennes

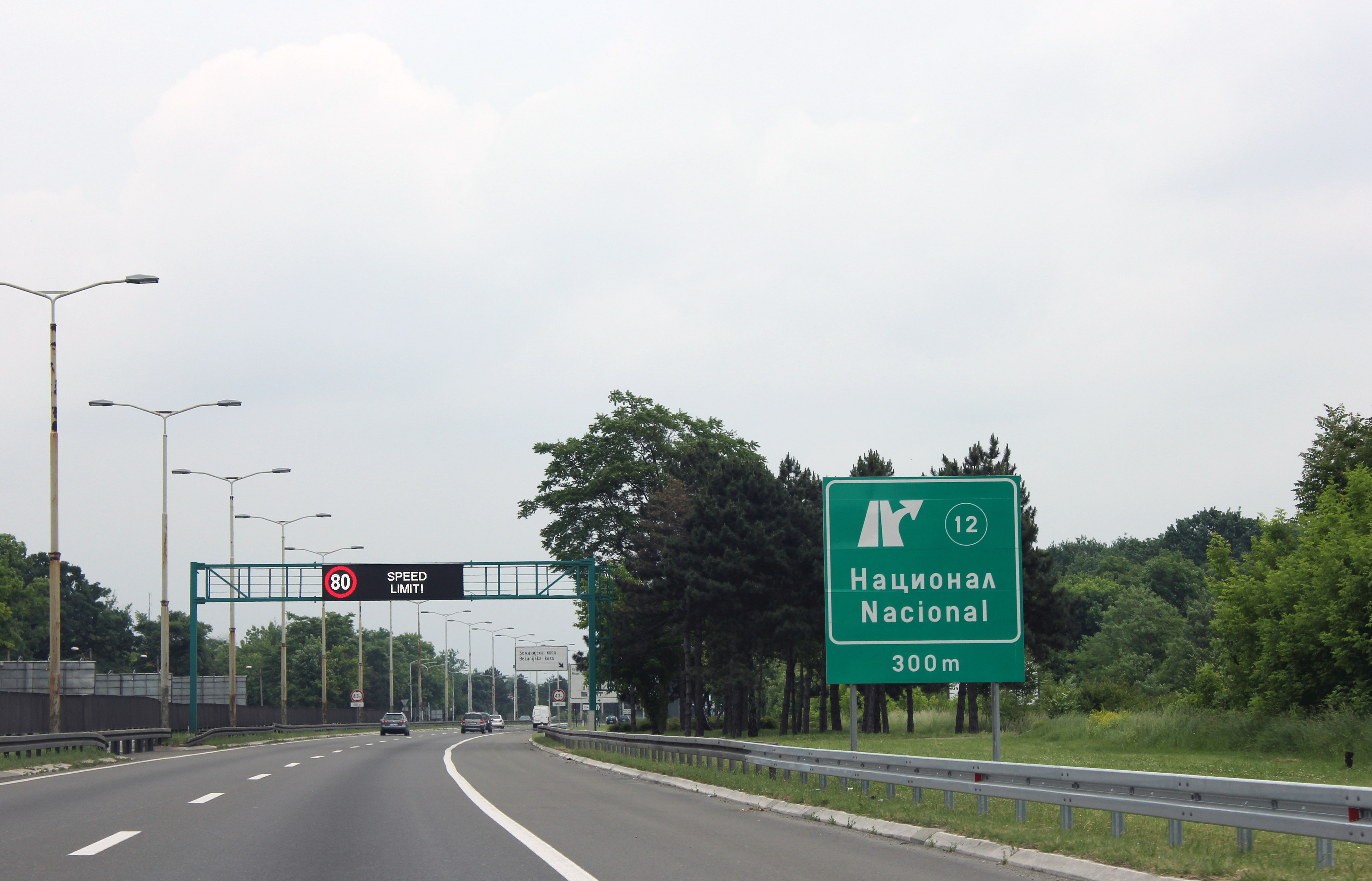
L’E70, (Route Régionale 474) dans Belgrade ("Nacional").

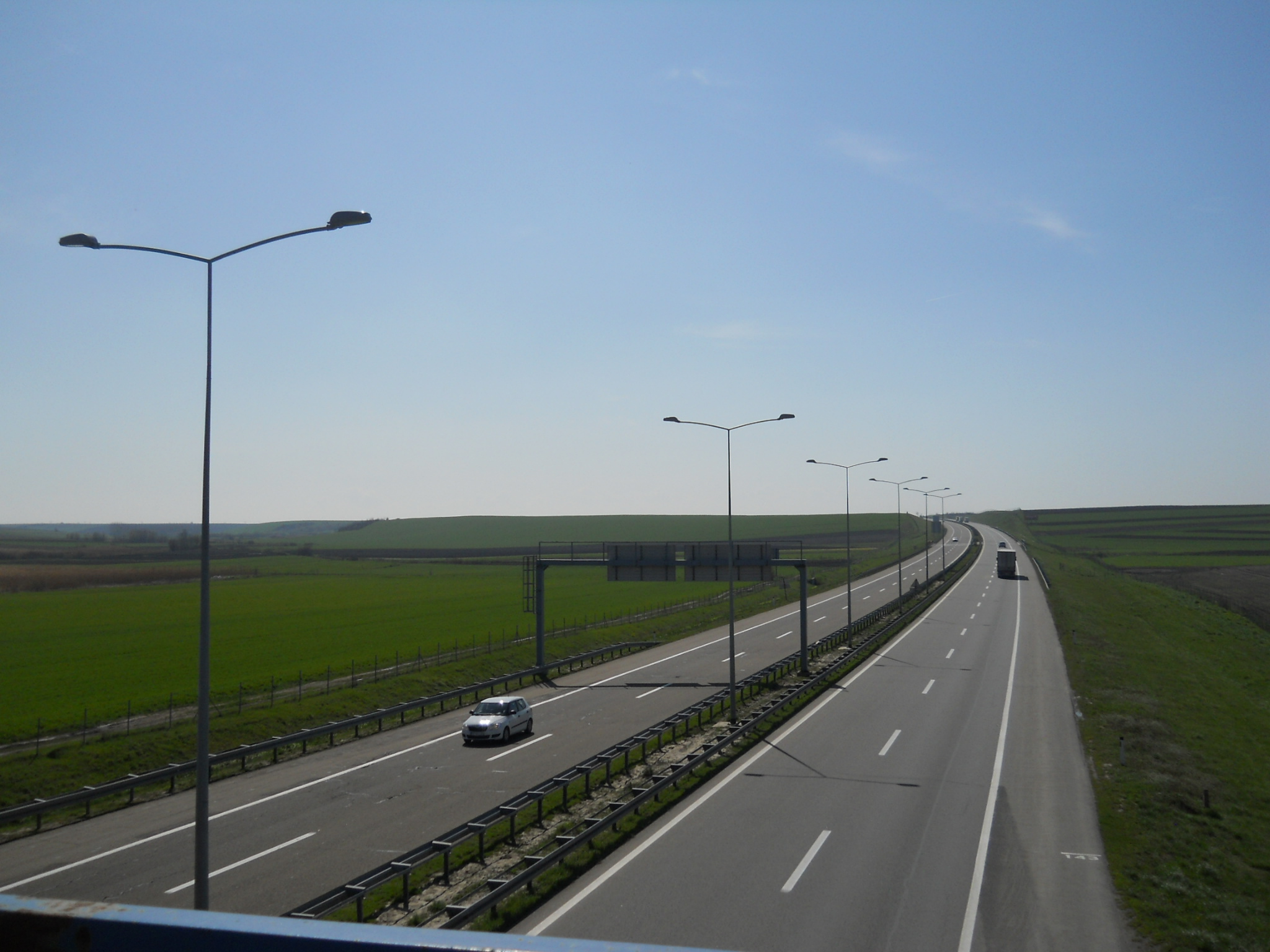
L’E75, (Autoroute A1) près de la Beška.

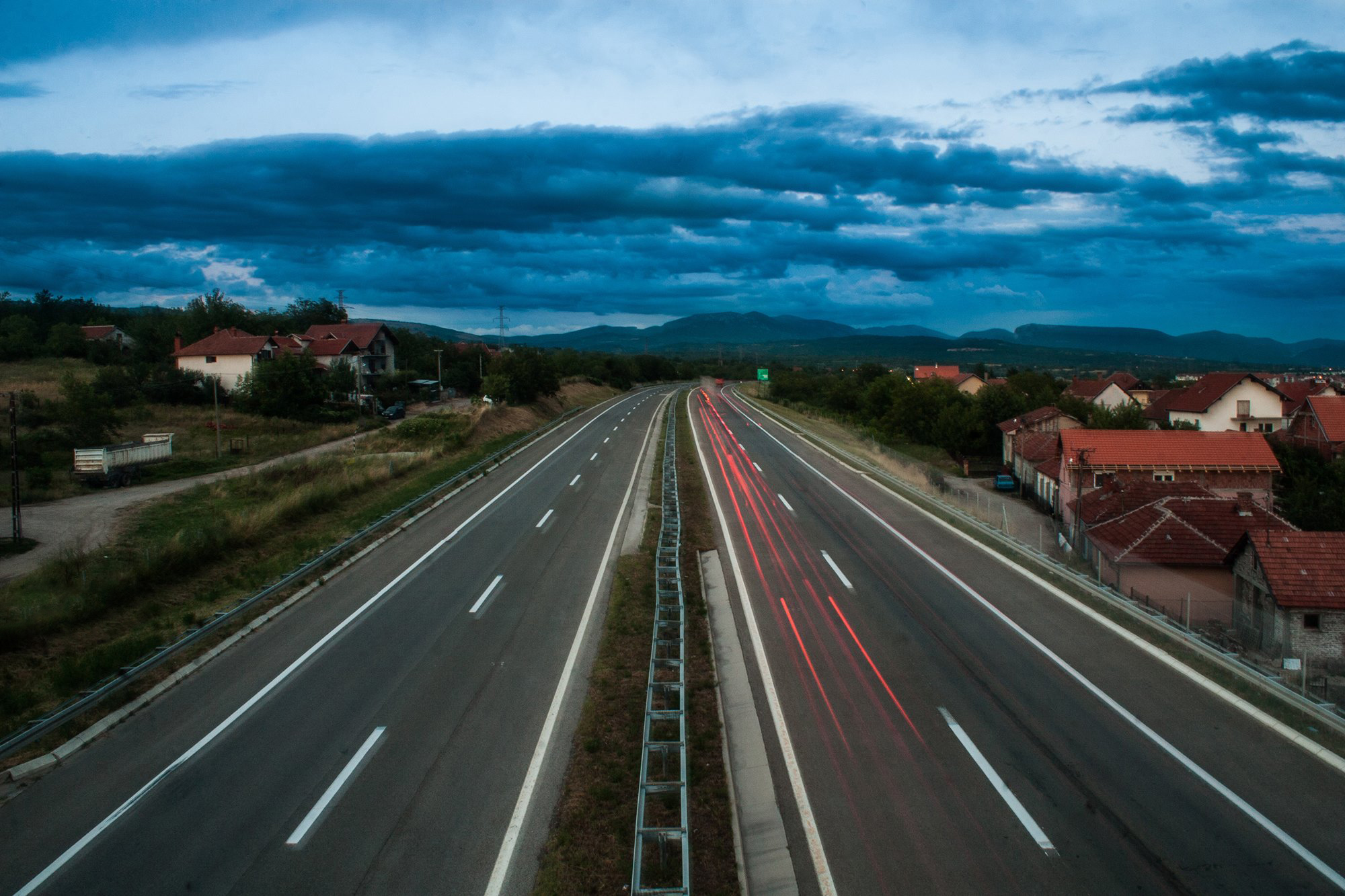
L’E80, (Autoroute A4) près de Komren (Niš).

Les routes européennes suivantes traversent la Serbie :
- - Route européenne 65 : (Rožaje, Monténégro) – Tutin – (Kosovska Mitrovica – Pristina, Kosovo) – (Skopje, Macédoine du Nord).
- - Route européenne 70 : (Lipovac, Croatie) – Šid – Belgrade – Vršac – (Moravita, Roumanie) ;
  - la section allant de la frontière croate à Belgrade est de type autoroutier (Autoroute A3). La section entre Belgrade et la frontière avec la Roumanie sera également de type autoroutier en projet (futur Autoroute A9).
- - Route européenne 75 : (Röszke, Hongrie) – Subotica – Novi Sad – Pont de Beška – Belgrade – Niš – Leskovac – Grdelica – Vranje – Preševo – (Tabanovce, Macédoine du Nord) ;
  - la section entre la frontière hongroise et la frontière macédonienne est de type autoroutier (Autoroute A1).
- - Route européenne 80 : (Rožaje, Monténégro) – (Peć – Pristina, Kosovo) – Prokuplje – Niš – Niška Banja – Pirot – Dimitrovgrad – (Kalotina, Bulgarie).
  - la section entre Pristina et Dimitrovgrad sera de type autoroutier (Autoroutes A12, A1 et A4).
- - Route européenne 662 : Subotica – Sombor – Bezdan – (Osijek, Croatie).
- - Route européenne 761 : (Višegrad, Bosnie-Herzégovine – Užice – Čačak –  Kraljevo – Kruševac – Pojate – Paraćin – Zaječar.
  - la section entre Pojate et Paraćin est de type autoroutier (Autoroute A1) et correspond à un tronçon de l'E75. La section entre la frontière Bosniènne (Višegrad, Bosnie-Herzégovine) et Pojate sera de type autoroutier également (Autoroutes A10, A2 et A5).
- - Route européenne 763 : Belgrade – Čačak – Nova Varoš – Bijelo Polje, Monténégro.
  - la totalité sera de type autoroutier (Autoroute A2).
- - Route européenne 771 : (Drobeta-Turnu Severin, Roumanie) – Zaječar – Niš.

## Extension
Depuis 1991, le réseau autoroutier en extension constante en Serbie. Le Corridor paneuropéen X est achevé en 2019 ; entre 2004 et 2011, plus de 427 km ont été construits, dont 110 en 2010 et 180 en 2011. En octobre 2011, la partie Nord du Corridor paneuropéen X (Autoroute A1), de Belgrade à Horgoš, à la frontière entre la Hongrie et la Serbie, était achevée, notamment grâce à la rénovation du pont de Beška, sur le Danube.

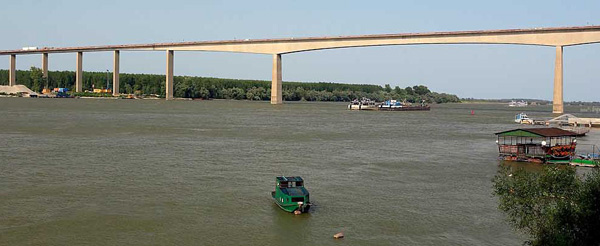
Le pont de Beška, l’autoroute A1

L'autoroute A2 reliant Belgrade à Požega, dans l'ouest du pays, s'inscrivant dans le projet de création d'un "Corridor XI", figure dans les objectifs du ministère de la Construction et de l'Urbanisme ; il impliquerait dans un premier temps la construction de 151 km de voies autoroutières en Serbie.

## Routes principales (ancienne numérotation)

### Routes nationales de catégorie I
L'entreprise publique Putevi Srbije utilise un préfixe M pour désigner les routes nationales de catégorie I, ce M étant l'initiale de Magistrala (la « route nationale »). La liste de ces routes, qui comprend des localités situées au Kosovo (province autonome selon la Serbie, République indépendante selon le Kosovo) est la suivante :
- M1 : (Slavonski Brod – Bajakovo – Croatie, A3) – Batrovci – Adaševci (M18.1) – Kuzmin (M18) – Sremska Mitrovica – Ruma (M21) – Dobanovci (M22.9) – Belgrade (M1.9, M19, M22, M24.1) – Bubanj Potok (M22.9) – Mali Požarevac (M23) – Ralja (M1.10) – Mala Krsna (M24) – Markovac (M4) – Batočina (M1.11) – Jagodina  – Ćuprija – Paraćin (M5) – Pojate (M5) – Trupale (M1.12) – Niš (M25) – Leskovac (M9) – Mala Kopašnica – Grdelica – Vladičin Han (M1.13) – Vranje – Bujanovac (M25.3) – Levosoje – Preševo (M25.2) – (Macédoine du Nord M1 – Kumanovo)

- M1.9 : Belgrade (M1, M19, M22, M24.1) – Pančevo (M24) – Uljma (M7.1) – Vršac (M7.1) – Vatin – (Roumanie DN59 – Timişoara)

- M1.10 : Ralja (M1) – Smederevo (M24)

- M1.11 : Batočina (M1) – Kragujevac (M23)

- M1.12 : Trupale (M1) – Niš – Niška Banja (M25) – Bela Palanka – Pirot (M9) – Dimitrovgrad – Gradinje – (Bulgarie Route 8 – Kalotina – Sofia)

- M1.13 : Vladičin Han (M1) – Surdulica – Vlasina – Strezimirovci – (Bulgarie Route 63 – Strezimirovci – Sofia)

- M2 : (Rožaje, Monténégro) – Špiljani – Ribariće (M22) – Zubin Potok – Kosovska Mitrovica (M22.3) – Pristina (M9, M25) – Laplje Selo (M25) – Uroševac (M25.3) – Kačanik – Đeneral Janković – (Skopje, Macédoine du Nord)

- M3 : (Vukovar, Croatie) – Bogojevo – Srpski Miletić (M18) – Odžaci (M18) – Kula – Vrbas (M22) – Srbobran (M22.1) – Bečej – Kikinda (M24) – Nakovo – (Timişoara, Roumanie)

- M4 : (Zvornik, Bosnie-Herzégovine) – Mali Zvornik (M19.1) – Banja Koviljača – Loznica (M14.1, M19) – Valjevo (M21) – Lazarevac (M22) – Aranđelovac – Topola (M23) – Markovac (M1) – Svilajnac

- M5 : (Sarajevo, Bosnie-Herzégovine) – Kotroman – Volujac (M19.1) – Užice (M21) – Požega (M21, M21.1) – Čačak – Preljina (M22) – Mrčajevci (M23) – Kraljevo (M22, M23.1) – Vrnjačka Banja – Trstenik – Kruševac – Pojate (M1) – Paraćin (M1) – Boljevac – Zaječar (M25) – Vrška Čuka – (Vidin, Bulgarie)

- M7: (Vukovar, Croatie) – Bačka Palanka (M18) – Novi Sad (M21, M22, M22.1) – Zrenjanin (M7.1, M24) – Srpska Crnja – (Timişoara, Roumanie)

- M7.1 : Zrenjanin (M7, M24) – Sečanj – Plandište – Vršac (M1.9) – Uljma (M1.9) – Bela Crkva – Kaluđerovo – (Oravița, Roumanie)

- M8 : (Pljevlja, Monténégro) – Jabuka – Prijepolje (M21) – Sjenica – Donja Poljana (M21.1) – Novi Pazar (M22)

- M9 : (Plav, Monténégro) – Kućište – Peć – Klina (M9.1) – Pristina (Route nationale M2, M25) – Medveđa – Lebane – Leskovac (M1) – Vlasotince – Babušnica – Pirot (M1.12)

- M9.1 : Klina (M9) – Đakovica – Ponoševac – Morina – (Tropojë, Albanie)

- M14.1 : (Bijeljina, Bosnie-Herzégovine) – Loznica (M4)

- M17.1 : (Batina, Croatie) – Bezdan (M18) – Sombor (M18) – Subotica (M22, M22.1, M24) – Kelebija – (Kelebia, Hongrie)

- M18 : (Baja – Hercegszántó, en Hongrie, route 51) – Bački Breg – Bezdan (M17.1) – Sombor (M17.1) – Srpski Miletić (M3) – Odžaci (M3) – Bačka Palanka (M7, M18.1) – (route D2  en Croatie - Ilok – Principovac) – Ljuba – Erdevik – Kuzmin (M1) – Sremska Rača – (Route M 18 en Bosnie-Herzégovine – Bosanska Rača – Bijeljina)

- M18.1 : (Ilok – Principovac, route locale en Croatie) – Sot – Šid – Adaševci (M1)

- M19:  Belgrade (M1, M1.9, M22, M24.1) – Ostružnica (M22.9) – Obrenovac – Šabac (M21) – Loznica

- M19.1 : Mali Zvornik (M4) – Ljubovija – Bajina Bašta – Volujac (M5)

- M21 : Novi Sad (M7, M22, M22.1) – Ruma (M1) – Šabac (M19) – Koceljeva – Valjevo (M4) – Kosjerić – Požega (M5, M21.1) – Užice (M5) – Nova Varoš – Prijepolje (M8) – Gostun – (Bijelo Polje, Monténégro)

- M21.1 : Požega (M5, M21) – Ivanjica – Donja Poljana (M8) – Ugao – (Bijelo Polje, Monténégro)

- M22: (Szeged, Hongrie) – Horgoš (M22.1) – Subotica (M17.1, M22.1, M24) – Bikovo – Novi Žednik – Feketić (M22.1) – Srbobran (M3, M22.1) – Sirig – Novi Sad (M7, M21, M22.1) – Pont de Beška – Maradik (M22.2) – Batajnica (M22.9) – Belgrade (M1, M1.9, M19, M22.1, M24.1) – Orlovača (M22.9) – Lazarevac (M4) – Gornji Milanovac – Preljina (M5) – Mrčajevci (M23) – Kraljevo (M5, M23.1) – Raška (M22.3) – Novi Pazar (M8) – Ribariće (M2)

- M22.1 : (Szeged, Hongrie) – Horgoš (M22) – Subotica (M17.1, M22, M24) – Stari Žednik – Bačka Topola – Feketić (M22) – Srbobran (M3, M22) – Sirig – Novi Sad (M7, M21) – Sremski Karlovci – Maradik (M22.2) – Inđija – Batajnica (M22.9) – Belgrade (M7, M21)

- M22.2 : Maradik (M22) – Maradik (M22.1)

- M22.3 : Raška (M22) – Leposavić – Kosovska Mitrovica (M2)

- M22.9 : Batajnica (M22, M22.1) – Dobanovci (M1) – Surčin – Ostružnica (M19) – Orlovača (M22) – Bubanj Potok (M1)

- M23 : Mladenovac (M1) – Topola (M4) – Kragujevac (M1.11) – Vučkovica (M23.1) – Knić – Mrčajevci (M5, M22)

- M23.1 : Vučkovica (M23) – Kraljevo (M5, M22)

- M24 : Subotica (M17.1, M22, M22.1) – Velebit – Senta – Čoka – Kikinda (M3) – Melenci – Zrenjanin (M7) – Ečka (M24.1) – Kovačica – Pančevo (M1.9) – Kovin – Smederevo (M1.10) – Mala Krsna (M1) – Požarevac (M25.1) – Kučevo – Majdanpek – Negotin (M25) – Mokranje – (Vidin, Bulgarie)

- M24.1 : Belgrade (M1, M1.9, M19, M22 M22.1) – - Čenta – Ečka (M24)

- M25 : (Drobeta-Turnu Severin, Roumanie) – Kladovo (M25.1) – Negotin (M25) – Zaječar (M5) – Knjaževac – Niš (Route nationale M1M1, M1.12) – Prokuplje – Podujevo – Pristina (M2, M9) – Čaglavica (M25.2) – Laplje Selo (M2) – Lipljan – Štimlje (M25.3) – Suva Reka – Prizren – Vrbnica – (Shkodër, Albanie)

- M25.1 : Kladovo (M25) – Donji Milanovac – Golubac – Veliko Gradište – Požarevac (M24)

- M25.2 : Čaglavica (M2, M25) – Gnjilane (M25.3) – Preševo (M1)

- M25.3 : Štimlje (M25) – Uroševac (M2) – Gnjilane (M25.2) – Bujanovac (M1)

### Routes nationales de catégorie II
Les routes publiques de catégorie II sont des routes « secondaires régionales » ; pour elles, la société publique Putevi Srbije, qui gère le réseau, utilise le préfixe R (comme Regionalni, les « routes régionales »).

## Panneaux de signalisation en Serbie

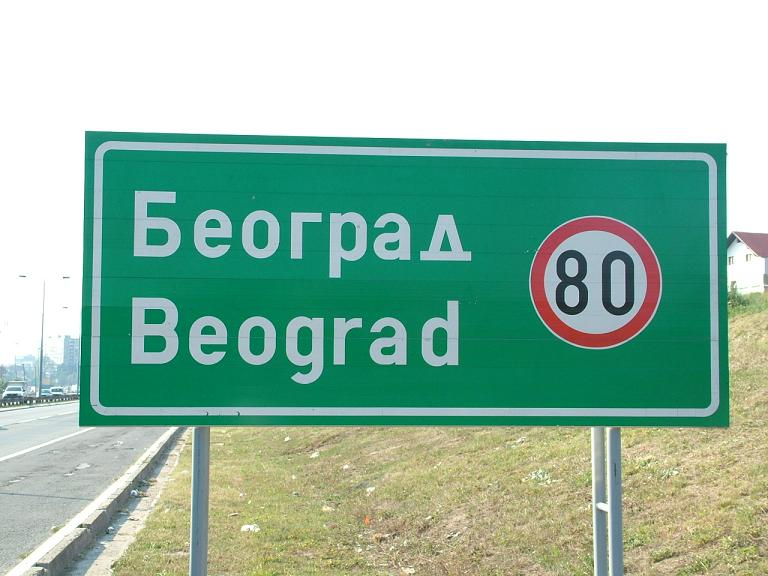
Panneau avec texte cyrillique translittéré en alphabet latin, (Belgrade).

Les panneaux de signalisation routière en Serbie sont très variés et ils sont différenciés par leurs couleurs : vert pour les autoroutes, jaune pour les itinéraires routiers, bleu pour les voies rapides, blanc pour les centres-villes. Le marron est utilisé pour les sites touristiques.
Les panneaux de signalisation en Serbie sont généralement à double texte c'est-à-dire avec texte en alphabet cyrillique suivi du texte en alphabet latin. Il y a juste une exception pour le panneau "STOP" qui lui est uniquement écrit en alphabet latin.
Les panneaux de signalisation sont installés du côté droit de la chaussée et sont divisés en panneaux de danger, obligation, interdiction, indication et panneaux supplémentaires.

### Panneaux de danger, relatifs aux intersections et de passages à niveau
| Panneaux | Description                                        | Signification |
|          | Virage dangereux à gauche                          | Annonce d'un virage à gauche à une distance de 150 mètres en rase-campagne et 50 mètres en agglomération. |
|          | Virage dangereux à droite                          | Annonce d'un virage à droite à une distance de 150 mètres en rase-campagne et 50 mètres en agglomération. |
|          | Succession de virages dont le premier est à gauche | Annonce d'une succession de virages dont le premier est à gauche, situé à une distance de 150 mètres en rase-campagne et 50 mètres en agglomération.                                                                          |
|          | Succession de virages dont le premier est à droite | Annonce d'une succession de virages dont le premier est à droite, situé à une distance de 150 mètres en rase-campagne et 50 mètres en agglomération.                                                                          |
|          | Succession de virages dangereux                    | Annonce d'une succession de virages dangereux, situé à une distance de 150 mètres en rase-campagne et 50 mètres en agglomération.                                                                                             |
|          | Montée dangereuse                                  | Annonce d'une montée dangereuse, situé à une distance de 150 mètres en rase-campagne et 50 mètres en agglomération. |
|          | Descente dangereuse                                | Annonce d'une descente dangereuse, situé à une distance de 150 mètres en rase-campagne et 50 mètres en agglomération. |
|          | Chaussée rétrécie                                  | Annonce d'une chaussée rétrécie, situé à une distance de 150 mètres en rase-campagne et 50 mètres en agglomération. |
|          | Chaussée rétrécie par la droite                    | Annonce d'une chaussée rétrécie par la droite, situé à une distance de 150 mètres en rase-campagne et 50 mètres en agglomération.                                                                                             |
|          | Chaussée rétrécie par la gauche                    | Annonce d'une chaussée rétrécie par la gauche, situé à une distance de 150 mètres en rase-campagne et 50 mètres en agglomération.                                                                                             |
|          | Pont mobile                                        | Annonce de la proximité d'un pont mobile, situé à une distance de 150 mètres en rase-campagne et 50 mètres en agglomération.                                                                                                  |
|          | Débouché sur un quai ou une berge                  | Annonce de débouché sur un quai ou une berge, situé à une distance de 150 mètres en rase-campagne et 50 mètres en agglomération.                                                                                              |
|          | Cassis                                             | Annonce la proximité d'un cassis, situé à une distance de 150 mètres en rase-campagne et 50 mètres en agglomération. |
|          | Affaissement de terrain                            | Annonce la proximité d'un affaissement de terrain, situé à une distance de 150 mètres en rase-campagne et 50 mètres en agglomération.                                                                                         |
|          | Dos d'âne                                          | Annonce la proximité d'un dos d'âne, situé à une distance de 150 mètres en rase-campagne et 50 mètres en agglomération. |
|          | Chaussée glissante                                 | Annonce d'une chaussée glissante, situé à une distance de 150 mètres en rase-campagne et 50 mètres en agglomération. |
|          | Projection de gravillons                           | Annonce de projection de gravillons, situé à une distance de 150 mètres en rase-campagne et 50 mètres en agglomération. |
|          | Risque de chutes de pierres par la droite          | Annonce de risque de chutes de pierres par la droite, situé à une distance de 150 mètres en rase-campagne et 50 mètres en agglomération.                                                                                      |
|          | Risque de chutes de pierres par la gauche          | Annonce de risque de chutes de pierres par la gauche, situé à une distance de 150 mètres en rase-campagne et 50 mètres en agglomération.                                                                                      |
|          | Passage(s) pour piétons                            | Annonce de passage(s) pour piétons, situé à une distance de 150 mètres en rase-campagne et 50 mètres en agglomération. |
|          | Endroit fréquenté par les enfants                  | Annonce d'un endroit fréquenté par les enfants, situé à une distance de 150 mètres en rase-campagne et 50 mètres en agglomération.                                                                                            |
|          | Débouché de cyclistes                              | Annonce de cyclistes venant de droite ou de gauche, situé à une distance de 150 mètres en rase-campagne et 50 mètres en agglomération.                                                                                        |
|          | Passage d'animaux domestiques                      | Annonce la proximité de passage d'animaux domestiques, situé à une distance de 150 mètres en rase-campagne et 50 mètres en agglomération.                                                                                     |
|          | Passage d'animaux sauvages                         | Annonce la proximité de passage d'animaux sauvages, situé à une distance de 150 mètres en rase-campagne et 50 mètres en agglomération.                                                                                        |
|          | Travaux                                            | Annonce la proximité de zones de travaux, situé à une distance de 150 mètres en rase-campagne et 50 mètres en agglomération.                                                                                                  |
|          | Signaux tricolores                                 | Annonce la proximité de signaux tricolores, situé à une distance de 150 mètres en rase-campagne et 50 mètres en agglomération.                                                                                                |
|          | Signaux tricolores horizontaux                     | Annonce la proximité de signaux tricolores horizontaux, situé à une distance de 150 mètres en rase-campagne et 50 mètres en agglomération.                                                                                    |
|          | Traversée d'une aire de danger aérien              | Annonce de traversée d'une aire de danger aérien, situé à une distance de 150 mètres en rase-campagne et 50 mètres en agglomération.                                                                                          |
|          | Vent latéral venant par la gauche                  | Annonce de vent latéral venant par la gauche, situé à une distance de 150 mètres en rase-campagne et 50 mètres en agglomération.                                                                                              |
|          | Vent latéral venant par la droite                  | Annonce de vent latéral venant par la droite, situé à une distance de 150 mètres en rase-campagne et 50 mètres en agglomération.                                                                                              |
|          | Circulation dans les deux sens                     | Annonce de circulation dans les deux sens, situé à une distance de 150 mètres en rase-campagne et 50 mètres en agglomération.                                                                                                 |
|          | Entrée d'un tunnel                                 | Annonce d'une entrée d'un tunnel, situé à une distance de 150 mètres en rase-campagne et 50 mètres en agglomération. |
|          | Annonce de danger                                  | Annonce la proximité d'un ou plusieurs danger(s), situé à une distance de 150 mètres en rase-campagne et 50 mètres en agglomération.                                                                                          |
|          | Route à caractère prioritaire                      | Annonce ou rappel de début ou de fin d’une route à caractère prioritaire. |
|          | Cédez-le-passage                                   | Annonce d'une intersection où le conducteur est tenu de céder le passage à l'intersection aux usagers de l'autre route sans avoir à marquer obligatoirement l'arrêt.                                                          |
|          | Panneau "Stop"                                     | Annonce d'une intersection où le conducteur est tenu de marquer un temps d'arrêt et de céder le passage aux usagers de la route rencontrée.                                                                                   |
|          | Priorité à droite                                  | Annonce d'une intersection où le conducteur est tenu de céder le passage aux véhicules débouchant de la ou des routes situées à sa droite, situé à une distance de 150 mètres en rase-campagne et 50 mètres en agglomération. |
|          | Priorité ponctuelle                                | Annonce d'une intersection avec une route dont les usagers doivent céder le passage (avec ou sans obligation d'arrêt), situé à une distance de 150 mètres en rase-campagne et 50 mètres en agglomération.                     |
|          | Carrefour à sens giratoire                         | Annonce d'une intersection où le conducteur est tenu de céder le passage aux véhicules débouchant de l'anneau central par sa gauche, situé à une distance de 150 mètres en rase-campagne et 50 mètres en agglomération.       |
|          | Traversée de voies de tramways                     | Annonce de la proximité d'une traversée de voies de tramways, situé à une distance de 150 mètres en rase-campagne et 50 mètres en agglomération.                                                                              |
|          | Passage à niveau muni de barrières et gardé        | Annonce de la proximité d'un passage à niveau muni de barrières et gardé, situé à une distance de 150 mètres en rase-campagne et 50 mètres en agglomération.                                                                  |
|          | Passage à niveau sans barrière ni demi-barrière    | Annonce de la proximité d'un passage à niveau sans barrière ni demi-barrière, situé à une distance de 150 mètres en rase-campagne et 50 mètres en agglomération.                                                              |
|          | Passage à niveau 1 voie                            | Annonce de la proximité d'un passage à niveau avec une voie de chemin de fer, situé à une distance de 150 mètres en rase-campagne et 50 mètres en agglomération.                                                              |
|          | Passage à niveau 2 ou plusieurs voies              | Annonce de la proximité d'un passage à niveau avec 2 ou plusieurs voies de chemin de fer, situé à une distance de 150 mètres en rase-campagne et 50 mètres en agglomération.                                                  |
|          | Passage à niveau avec ou sans barrière             | Annonce de la proximité d'un passage à niveau avec ou sans barrière, situé à une distance de 150 mètres en rase-campagne et 50 mètres en agglomération.                                                                       |
|          | Accotement non stabilisé                           | Annonce de l'accotement non stabilisé, situé à une distance de 150 mètres en rase-campagne et 50 mètres en agglomération. |
|          | Bouchon                                            | Annonce de la proximité de bouchon, situé à une distance de 150 mètres en rase-campagne et 50 mètres en agglomération. |

### Panneaux d'interdiction et d'obligation
| Panneaux | Description | Signification |
|          | Circulation interdite | Toute circulation de véhicules est interdite dans les deux sens à compter de l'implantation du panneau.                                                                                |
|          | Accès interdit | Accès interdit de véhicules. Ils ne peuvent pas accéder à la zone par le passage concerné.                                                                                             |
|          | Interdiction d'accès aux voitures automobiles                                                                                                 | Interdiction d'accès aux voitures automobiles. |
|          | Interdiction d'accès aux autobus et autocars                                                                                                  | Interdiction d'accès aux autobus et autocars. |
|          | Interdiction d'accès aux véhicules affectés au transport de marchandises                                                                      | Accès interdit aux véhicules affectés au transport de marchandises. |
|          | Interdiction aux véhicules transportant des marchandises polluantes                                                                           | Interdiction aux véhicules transportant des marchandises polluantes. |
|          | Interdiction aux véhicules transportant des marchandises explosives ou inflammables                                                           | Interdiction aux véhicules transportant des marchandises explosives ou inflammables.                                                                                                   |
|          | Interdiction aux véhicules transportant des matières dangereuses                                                                              | Interdiction aux véhicules transportant des matières dangereuses. |
|          | Interdiction de circulation des véhicules automobiles tractant une remorque autre que des semi-remorques ou des remorques à un essieu         | Interdiction de circulation des véhicules automobiles tractant une remorque autre que des semi-remorques ou des remorques à un essieu.                                                 |
|          | Interdiction de circulation des véhicules automobiles tractant un véhicule attelage autre que des semi-remorques ou des remorques à un essieu | Interdiction de circulation des véhicules automobiles tractant un véhicule attelage autre que des semi-remorques ou des remorques à un essieu.                                         |
|          | Interdiction d'accès aux véhicules agricoles à moteur                                                                                         | Interdiction d'accès aux véhicules agricoles à moteur. |
|          | Accès interdit aux motocyclettes et motocyclettes légères                                                                                     | Accès interdit aux motocyclettes et motocyclettes légères. |
|          | Accès interdit au cyclomoteurs | Accès interdit aux cyclomoteurs. |
|          | Accès interdit aux cycles | Accès interdit aux cycles. |
|          | Accès interdit aux véhicules à traction animale                                                                                               | Accès interdit aux véhicules à traction animale. |
|          | Accès interdit aux charrettes à bras | Accès interdit aux charrettes à bras. |
|          | Accès interdit aux piétons | Accès interdit aux piétons. |
|          | Interdiction d'accès aux véhicules à moteurs                                                                                                  | Interdiction d'accès aux véhicules à moteurs. |
|          | Interdiction d'accès aux véhicules à moteurs et aux véhicules à traction animale                                                              | Interdiction d'accès aux véhicules à moteurs (automobiles, motocyclettes et motocyclettes légères) et aux véhicules à traction animale.                                                |
|          | Interdiction d'accès aux véhicules à moteurs et aux véhicules à traction animale                                                              | Interdiction d'accès aux véhicules à moteurs (véhivules agricole et véhicules de transport en commun de personnes) et aux véhicules à traction animale.                                |
|          | Limitation de largeur | Accès interdit aux véhicules ayant une largeur, chargement compris, supérieure à la valeur indiquée.                                                                                   |
|          | Limitation de hauteur | Accès interdit aux véhicules ayant une hauteur, chargement compris, supérieure à la valeur indiquée.                                                                                   |
|          | Limitation de tonnage | Interdiction d'accès aux véhicules, véhicules articulés, trains doubles ou ensemble ayant un poids total roulant autorisé ou un poids total par essieu supérieur à la valeur indiquée. |
|          | Limitation de longueur | Accès interdit aux véhicules ou ensembles de véhicules ayant une longueur, chargement compris, supérieure à la longueur indiquée.                                                      |
|          | Intervalle minimal | Intervalle minimal à respecter avec le véhicule qui précède. |
|          | Interdiction de tourner à gauche | Annonce d'une intersection où le conducteur ne peut tourner à gauche. |
|          | Interdiction de tourner à droite | Annonce d'une intersection où le conducteur ne peut tourner à droite. |
|          | Interdiction de faire demi-tour | Interdiction de faire demi-tour sur la route suivie jusqu'à la prochaine intersection incluse.                                                                                         |
|          | Interdiction de dépassement | Interdiction de dépasser. |
|          | Limitation de vitesse | Vitesse maximale autorisée. |
|          | Signaux sonores interdits | Signaux sonores interdits. |
|          | Douane | Arrêt obligatoire à un poste de douane. |
|          | Barrage de police | Arrêt obligatoire à un barrage de police. |
|          | Poste de péage | Arrêt obligatoire à un poste de péage. |
|          | Céder le passage aux véhicules venant en sens inverse                                                                                         | Céder le passage aux véhicules venant en sens inverse. |
|          | Arrêt et stationnement interdits | Arrêt et stationnement interdits. |
|          | Stationnement interdit | Stationnement interdit. |
|          | Stationnement réglementé | Stationnement règlementé. |
|          | Vitesse minimale obligatoire | Vitesse minimale obligatoire. |
|          | Chaînes à neige obligatoires | Chaînes à neige obligatoires. |
|          | Piste ou bande cyclable obligatoire | Piste ou bande cyclable obligatoire pour cycles sans side-car ou remorque. |
|          | Chemin obligatoire pour piétons | Chemin obligatoire pour piétons. |
|          | Piste ou bande cyclable obligatoire et chemin obligatoire pour piétons                                                                        | Piste ou bande cyclable obligatoire pour cycles sans side-car ou remorque et chemin obligatoire pour piétons.                                                                          |
|          | Chemin obligatoire pour cavaliers | Chemin obligatoire pour cavaliers. |
|          | Direction obligatoire | Direction obligatoire à la prochaine intersection. |
|          | Obligation de tourner | Obligation de tourner à droite avant le panneau. |
|          | Obligation de tourner | Obligation de tourner à gauche avant le panneau. |
|          | Contournement obligatoire | Contournement obligatoire par la gauche. |
|          | Contournement obligatoire | Contournement obligatoire par la droite. |
|          | Carrefour giratoire | Carrefour giratoire. |
|          | Contournement obligatoire | Contournement obligatoire par la gauche et par la droite (musoir). |

### Panneaux d’indications
| Panneaux | Description                                                                                   | Signification |
|          | Indication de priorité par rapport à la circulation venant en sens inverse                    | Priorité par rapport à la circulation venant en sens inverse.                                                            |
|          | Indication de circulation à sens unique                                                       | Circulation à sens unique.                                                                                               |
|          | Indication d’un passage pour piétons                                                          | Indication d’un passage pour piétons.                                                                                    |
|          | Indication d’un passage pour piétons souterrain ou aérien                                     | Indication d’un passage pour piétons souterrain ou aérien.                                                               |
|          | Indication d’une impasse                                                                      | Indication d’une impasse.                                                                                                |
|          | Indication de tourner à droite pour pouvoir tourner à gauche à la prochaine intersection      | Indication de tourner à droite pour pouvoir tourner à gauche à la prochaine intersection.                                |
|          | Indication d’affectation de voies                                                             | Affectation de voies. |
|          | Pictogramme Autoroute                                                                         | Pictogramme Autoroute A1.                                                                                                |
|          | Pictogrammes Route Magistrale et Route Régionale                                              | Pictogrammes Route Magistrale 12 et Route Régionale 100.                                                                 |
|          | Route Européenne                                                                              | Pictogramme Route Européenne 70.                                                                                         |
|          | Borne kilomètrique I                                                                          | Borne Kilomètrique (Kilomètre 173).                                                                                      |
|          | Borne Kilomètrique II                                                                         | Borne Kilomètrique (Route Magistrale 22 ; Kilomètre 215 ; Secteur 6)                                                     |
|          | Indication d’une section de route à statut autoroutier                                        | Indication d’une section de route à statut autoroutier.                                                                  |
|          | Indication d’une section de route à accès réglementé                                          | Indication d’une section de route à accès réglementé.                                                                    |
|          | Entrée et sortie d’agglomération                                                              | Entrée et sortie d’agglomération (ne représente pas la limitation de vitesse en agglomération, c’est-à-dire 50 km/h).    |
|          | Entrée et sortie d’agglomération                                                              | Entrée et sortie d’agglomération (représente la limitation de vitesse en agglomération, c’est-à-dire 50 km/h).           |
|          | Fin d’interdiction de dépasser                                                                | Fin d’interdiction de dépasser.                                                                                          |
|          | Fin de prescription de vitesse                                                                | Fin de prescription de vitesse.                                                                                          |
|          | Fin de prescription de vitesse minimale obligatoire                                           | Fin de prescription de vitesse minimale obligatoire.                                                                     |
|          | Fin de prescription de signaux sonores interdits                                              | Fin de prescription de signaux sonores interdits.                                                                        |
|          | Fin de toutes les interdictions précédemment signalées                                        | Fin de toutes les interdictions précédemment signalées.                                                                  |
|          | Fin de prescription de chaînes à neige obligatoires                                           | Fin de prescription de chaînes à neige obligatoires.                                                                     |
|          | Fin de prescription de piste ou bande cyclable obligatoire                                    | Fin de prescription de piste ou bande cyclable obligatoire pour cycles sans side-car ou remorque.                        |
|          | Fin de prescription de chemin obligatoire pour piétons                                        | Fin de prescription de chemin obligatoire pour piétons.                                                                  |
|          | Fin de prescription de chemin obligatoire pour cavaliers                                      | Fin de prescription de chemin obligatoire pour cavaliers.                                                                |
|          | Fin de prescription de piste ou bande cyclable obligatoire et chemin obligatoire pour piétons | Fin de prescription de piste ou bande cyclable pour cycles sans side-car ou remorque et chemin obligatoire pour piétons. |
|          | Entrée et sortie de zone à stationnement interdit                                             | Entrée et sortie de zone à stationnement interdit.                                                                       |
|          | Parc de stationnement                                                                         | Parc de stationnement.                                                                                                   |
|          | Parc couvert de stationnement                                                                 | Parc couvert de stationnement.                                                                                           |
|          | Parc de stationnement payant                                                                  | Parc de stationnement payant.                                                                                            |
|          | Parc de stationnement-relais                                                                  | Parc de stationnement-relais.                                                                                            |
|          | Hôpital ou clinique à proximité                                                               | Hôpital ou clinique à proximité ; Éviter les nuisances sonores (signaux sonores...)                                      |
|          | Poste de secours                                                                              | Poste de secours. |
|          | Poste de dépannage                                                                            | Poste de dépannage. |
|          | Cabine téléphonique publique                                                                  | Cabine téléphonique publique.                                                                                            |
|          | Carburant                                                                                     | Carburant. |
|          | Hôtel ou motel ouvert 7 jours sur 7                                                           | Hôtel ou motel ouvert 7 jours sur 7.                                                                                     |
|          | Restaurant ouvert 7 jours sur 7                                                               | Restaurant ouvert 7 jours sur 7.                                                                                         |
|          | Débit de boissons ou établissement proposant des collations sommaires ouvert 7 jours sur 7    | Débit de boissons ou établissement proposant des collations sommaires ouverts 7 jours sur 7.                             |
|          | Emplacement pour pique-nique                                                                  | Emplacement pour pique-nique.                                                                                            |
|          | Terrains de camping pour tentes                                                               | Terrains de camping pour tentes.                                                                                         |
|          | Terrains de camping pour caravanes et autocaravanes                                           | Terrains de camping pour caravanes et autocaravanes.                                                                     |
|          | Terrains de camping pour tentes, caravanes et autocaravanes                                   | Terrains de camping pour tentes, caravanes et autocaravanes.                                                             |
|          | Auberge de jeunesse                                                                           | Auberge de jeunesse. |
|          | Dépanneur                                                                                     | Dépanneur. |
|          | Caserne de pompiers à proximité                                                               | Caserne de pompiers à proximité.                                                                                         |
|          | Arrêt d’autobus                                                                               | Arrêt d’autobus. |
|          | Arrêt de tramways                                                                             | Arrêt de tramways. |
|          | Aéroport à proximité                                                                          | Aéroport à proximité. |
|          | Port à proximité                                                                              | Port à proximité. |
|          | Informations relatives aux services ou activités touristiques                                 | Informations relatives aux services ou activités touristiques.                                                           |
|          | Présignalisation de praticabilité d’une section de route                                      | Présignalisation de praticabilité d’une section de route. Les mentions précisent les conditions de circulation.          |
|          | Numéro de la serpentine de route et l’altitude                                                | Numéro de la serpentine de route et altitude.                                                                            |
|          | Entrée d’un tunnel (nom et longueur)                                                          | Entrée d’un tunnel (nom et longueur).                                                                                    |
|          | Altitude du col d’une montagne à proximité                                                    | Altitude du col d’une montagne à proximité.                                                                              |
|          | Cours d’eau                                                                                   | Cours d’eau. |
|          | Sortie commissariat de police                                                                 | Sortie commissariat de police.                                                                                           |
|          | Vitesse conseillée                                                                            | Vitesse conseillée. |
|          | Nom de rue, avenue, boulevard...                                                              | Nom de rue, avenue, boulevard...                                                                                         |
|          | Virages                                                                                       | Virages. |
|          | Sortie de route, d’autoroute                                                                  | Sortie de route, d’autoroute                                                                                             |
|          | École à proximité                                                                             | École à proximité. |
|          | Début et fin de voie d’autobus (transport en commun de personnes)                             | Début et fin de voie d’autobus (transport en commun de personnes).                                                       |
|          | Limitations de vitesse sur le territoire serbe                                                | Indication aux frontières des limitations de vitesse sur le territoire serbe.                                            |
|          | Début et fin de voie de véhicules lents                                                       | Début et fin de voie de véhicules lents.                                                                                 |
|          | Entrée et sortie d’aire piétonne                                                              | Entrée et sortie d’aire piétonne.                                                                                        |
|          | Entrée et sortie de zone 30                                                                   | Entrée et sortie de zone 30.                                                                                             |
|          | Surélévation de la chaussée                                                                   | Surélévation de la chaussée.                                                                                             |
|          | Signal d’un danger                                                                            | Signal d’un danger à 300 mètres.                                                                                         |
|          | Entrée et sortie d’une zone de rencontre                                                      | Entrée et sortie d‘une zone de rencontre.                                                                                |
|          | Entrée et sortie d’une zone école                                                             | Entrée et sortie d’une zone école.                                                                                       |
|          | File de gauche interdite aux poids lourds sur autoroute                                       | File de gauche interdite aux poids lourds sur autoroute.                                                                 |
|          | Rétrécissement de chaussée                                                                    | Rétrécissement de chaussée de 2 à une voie.                                                                              |
|          | Issues de secours                                                                             | Issues de secours vers gauche et vers la droite.                                                                         |
|          | Issues de secours                                                                             | Issues de secours vers la gauche et vers la droite à 100 mètres.                                                         |
|          | Contrôle de vitesse                                                                           | Zone où la vitesse est contrôlée par un ou plusieurs dispositifs de contrôle automatisé.                                 |

### Panneaux directionnels
| Panneaux | Description                                                         | Signification                                                        |
|          | Panneau de présignalisation diagrammatique des carrefours complexes | Panneau de présignalisation diagrammatique des carrefours complexes. |
|          | Panneau de présignalisation diagrammatique à sens giratoires        | Panneau de présignalisation diagrammatique à sens giratoires.        |
|          |                                                                     |                                                                      |
|          |                                                                     |                                                                      |
|          |                                                                     |                                                                      |
|          |                                                                     |                                                                      |
|          |                                                                     |                                                                      |
|          |                                                                     |                                                                      |
|          |                                                                     |                                                                      |
|          |                                                                     |                                                                      |
|          |                                                                     |                                                                      |
|          |                                                                     |                                                                      |
|          |                                                                     |                                                                      |
|          |                                                                     |                                                                      |
|          |                                                                     |                                                                      |
|          |                                                                     |                                                                      |
|          |                                                                     |                                                                      |
|          |                                                                     |                                                                      |
|          |                                                                     |                                                                      |
|          |                                                                     |                                                                      |
|          |                                                                     |                                                                      |
|          |                                                                     |                                                                      |
|          |                                                                     |                                                                      |
|          |                                                                     |                                                                      |

### Panneaux additionnels (panonceaux)
| Panneaux | Description | Signification |
|          |             |               |
|          |             |               |
|          |             |               |
|          |             |               |
|          |             |               |
|          |             |               |
|          |             |               |
|          |             |               |
|          |             |               |
|          |             |               |
|          |             |               |
|          |             |               |
|          |             |               |
|          |             |               |
|          |             |               |
|          |             |               |
|          |             |               |